# The Barstool Philosophers
The Barstool Philosophers (oft auch einfach Barstool Philosophers) sind eine niederländische Progressive-Rock-/-Metal-Band aus Almelo, die im Jahr 1997 gegründet wurde.

## Geschichte
Die Band wurde im Jahr 1997 von Schlagzeuger Martin Kuipers, Keyboarder René Kroon, Gitarrist Ivo Poelman und Bassist Mark Portier gegründet. Alle Mitglieder waren anfangs noch in anderen Bands vertreten. Zusammen spielten sie einige Lieder, jedoch legten sie danach eine Pause von zwei Jahren ein, sodass sich im Jahr 2001 wieder zusammenfanden. Zusammen schrieben sie an neuem Material und hielten Ausschau nach einem Sänger, den sie 2002 mit Leon Brouwer fanden. Gegen Ende des Jahres 2004 verließ Bassist Portier die Band und wurde durch Bas Hoebink ersetzt. Anfang 2006 nahm die Band ein Lied für ein Wohltätigkeitsprojekt namens „Metsel een Dorp (SOS Child Villages)“ auf. Das Lied hatte den Namen Sunrise und wurde innerhalb von zwei Wochen geschrieben, aufgenommen und produziert. Danach arbeitete die Band an ihrem Debütalbum Sparrows, das im September 2009 veröffentlicht wurde.
Im Jahr 2011 war die Band auf dem ProgPower Europe vertreten.

## Stil
Die Band spielt klassischen Progressive-Rock- und -Metal und wird dabei mit Bands wie Dream Theater, Saga, Marillion, Pendragon, Fates Warning und Queensrÿche verglichen.

## Diskografie
- 2009: Sparrows (Album, Eigenveröffentlichung)
- 2015: Crossing Over (Album, The Barstool Philosophers)